# Hydroptila eramosa
Hydroptila eramosa är en nattsländeart som beskrevs av Harper 1973. Hydroptila eramosa ingår i släktet Hydroptila och familjen smånattsländor. Inga underarter finns listade i Catalogue of Life.